# ولسوالی خرم و سارباغ
ولسوالی خرم و سرباغ یکی از ۷ ولسوالی‌‌‌‌ ولایت سمنگان، به مرکزیت خرم و سرباغ در شمال افغانستان است. خرم و سرباغ از ولسوالی‌های درجه دوم ولایت سمنگان بوده، پهناوری آن ۲۱۲۲ کیلومتر مربع است و با ۴۵٬۸۲۶ نفر جمعیت در سال ۱۳۹۹، چهارمین ولسوالی پر جمعیت ولایت سمنگان می‌باشد.
ولسوالی خرم و سرباغ از شمال با ولسوالی ایبک، از غرب با ولسوالی دره‌صوف پایین، از جنوب با ولسوالی روی دوآب و از شرق با ولایت بغلان محدود می‌باشد.

## منبع‌ها
1. ↑  «برآورد نفوس کشور:١٣٩٩» (PDF). اداراه احصائیه مرکزی افغانستان. ٢٨ می ٢٠٢٠. بایگانی‌شده از اصلی (PDF) در ۳ ژوئیه ۲۰۲۰. دریافت‌شده در ٢٨ می ٢٠٢١.

- مشارکت‌کنندگان ویکی‌پدیا. «Samangan Province». در دانشنامهٔ ویکی‌پدیای انگلیسی، بازبینی‌شده در ۴ اسفند ۱۳۹۰ خورشیدی.